# Municipio de Goshen (condado de Champaign)
El municipio de Goshen (en inglés: Goshen Township) es un municipio ubicado en el condado de Champaign en el estado estadounidense de Ohio. En el año 2010 tenía una población de 3696 habitantes y una densidad poblacional de 37,92 personas por km².

## Geografía
El municipio de Goshen se encuentra ubicado en las coordenadas 40°4′14″N 83°33′10″O / 40.07056, -83.55278. Según la Oficina del Censo de los Estados Unidos, el municipio tiene una superficie total de 97.48 km², de la cual 97.42 km² corresponden a tierra firme y (0.06%) 0.05 km² es agua.

## Demografía
Según el censo de 2010, había 3696 personas residiendo en el municipio de Goshen. La densidad de población era de 37,92 hab./km². De los 3696 habitantes, el municipio de Goshen estaba compuesto por el 96.54% blancos, el 1% eran afroamericanos, el 0.41% eran amerindios, el 0.05% eran asiáticos, el 0.05% eran isleños del Pacífico, el 0.16% eran de otras razas y el 1.79% pertenecían a dos o más razas. Del total de la población el 0.65% eran hispanos o latinos de cualquier raza.